# غنم
الغَنَم هي من الثدييات المدجنة ونباتية من فصيلة البقريات تضم النويعين الخروف والماعز المستأنسين. ويربي الإنسان الغنم من أجل لحومها، وحليبها، صوفها وجلدها الذي يصنع منه نوعية تدعى باسان. يسمى الواحد من الغنم بالشَاة (الجمع: شَاء أو شِيَاه)، وهي من الثدييات المجترة، ولا يكاد يوجد إلا الأليفة منها. ومثل باقي الحيوانات المجترة، تعتبر الأغنام من ذوات الأظلاف أي تمشي على إصبعين.
يعتبر الغنم من أوائل الحيوانات المستأنسة كما تستحب كثيرًا لصوفها وشعرها، وللحومها. صوف الغنم هو الشعر الحيواني الأكثر استخدامًا والذي يقطع بمجزات عادة (الجز).
تربّى الأغنام في جميع أنحاء العالم ولعبت دورا أساسيا في العديد من الحضارات. أما في الوقت الحالي، تعتبر كل من أستراليا، نيوزيلندا، باتاغونيا والمملكة المتحدة المناطق الرئيسية التي تكرس لتربية المواشي.
وهو حيوان أساسي في التاريخ الزراعي، وللغنم أثر كبير في ثقافة الإنسان. وهو حاضر في العديد من الأساطير، كما تعطي كثير من الأديان الرئيسية أهمية كبيرة لها، وخاصة الديانات الإبراهيمية. وبالأخص عند المسلمين فهو الأضحية المفضلة لعيد الأضحى.
ذكر الغنم يسمى كبش وخروف وأنثاها تسمى نعجة وصغيرهما يعرف بالحمل.
وردت كلمة غنم ونعجة ونعاج في القرآن الكريم في عدة آيات، وقد أحل الله ذبحها وأكل لحومها، ولها أهمية خاصة حيث يضحى بها في الحج وعيد الأضحى والمناسبات الأخرى.

## أسماء الغنم
الغنم جمع لا مفرد له ولكن له تثنية فيسوغ قول غنمان، تنقسم الغنم إلى ذوات صوف وتدعى الضأن وصوتها ثغاء وثؤاج (باع) وهناك الغنم ذوات الشعر وتدعى الماعز وصوتها يعار ونبيب (مااء). صغار الغنم تسمى سخال والواحد منها سخلة. ذكر الضأن يدعى الكبش أو الخروف وفي الحجاز يسمى طلي أما في تونس يسمى علوش و عند تمامه الحول الأول حولي و السنة الثانية بركوس ثم كبش و الكبش أكبر من الخروف سنا وأنثاه تدعى الشاة أو النعجة والنعجة تطلق على أنثى الضأن والبقر وحمار الوحش. الذكر الصغير من الضأن يسمى حمل والأنثى الصغيرة تسمى رخل أو نعجة . أما بالنسبة للماعز فالذكر منه تيس والأنثى معزة أو عنزة. ويدعى التيس الصغير بالجدي والأنثى الصغيرة بالعناق.

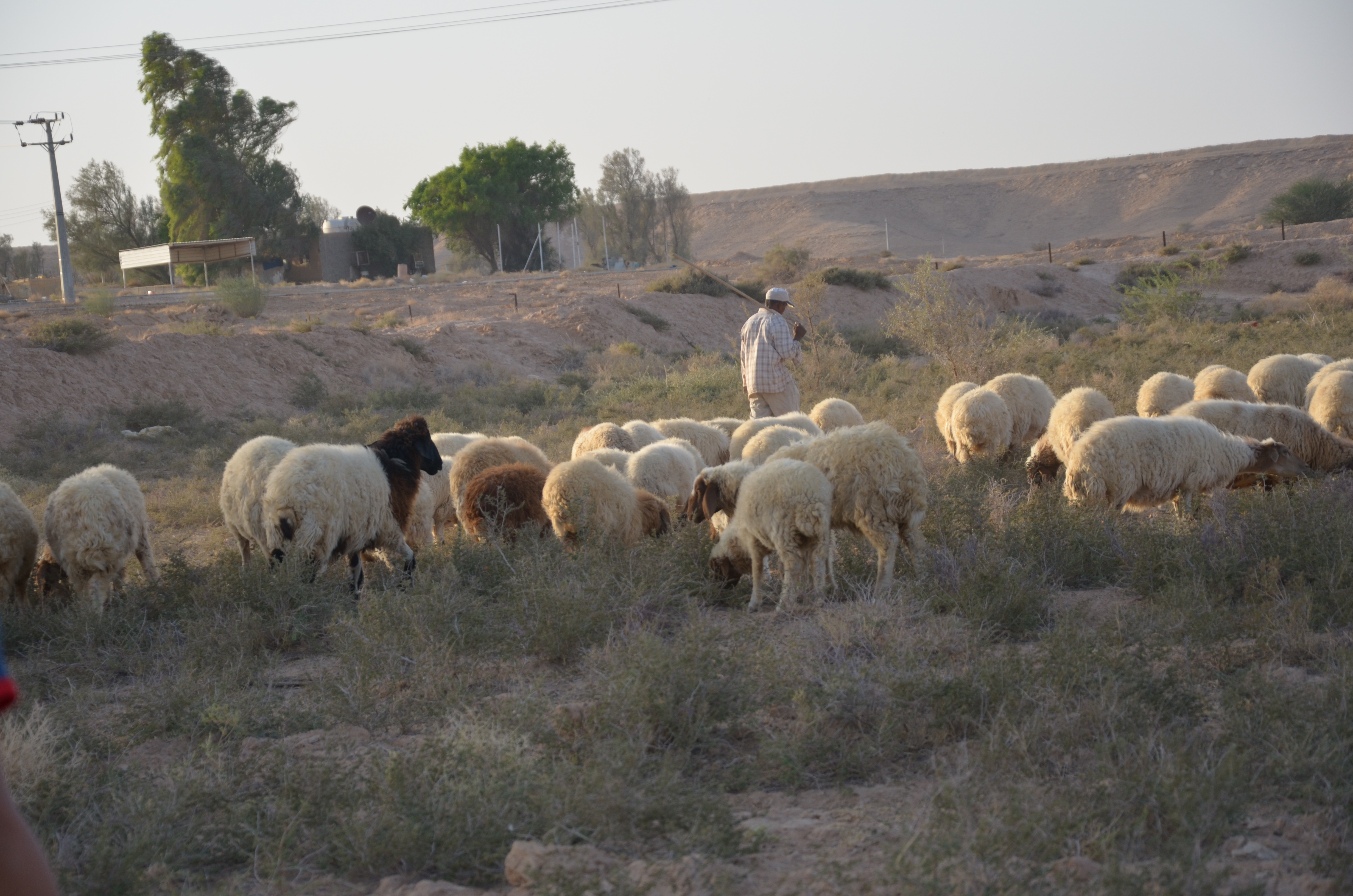
أغنام و راعي